# Mycobacterium ulcerans
Mycobacterium ulcerans is een bacterie die de (sub)tropische ziekte Buruli ulcus veroorzaakt. Na tuberculose en lepra is deze ziekte in frequentie de derde mycobacteriële infectie. Kenmerkend voor M. ulcerans is de productie en secretie van mycolactone, een toxisch macrolide.
De belangrijkste streken waar Buruli ulcus voorkomt zijn: West- en Centraal-Afrika, Australië en Papua Nieuw-Guinea.
Buruli ulcus komt sporadisch voor in Maleisië, China, Japan, Suriname, Frans-Guyana, Peru en Mexico.
M. ulcerans is nauw verwant aan M. marinum (veroorzaakt granulomen bij vissen en sporadisch bij mensen), M. liflandii (bij kikkers) en M. pseudoshottsii (bij vissen).